# Lac Manta
Le lac Manta est le plus grand lac naturel de Moldavie, 21 km2, dans le Raion de Cahul.

## Géographie
Alimenté par le Prut, le lac Manta s'étend sur 7 km de longueur au sud de la ville de Cahul, à proximité de la frontière avec la Roumanie.